# Tösens
Tösens ist eine Gemeinde mit 760 Einwohnern (Stand 1. Jänner 2024) im Bezirk Landeck im Bundesland Tirol (Österreich). Die Gemeinde ist Teil des Gerichtsbezirks Landeck.

## Geografie
Tösens liegt an einer Engstelle im Oberen Gericht, dem obersten Abschnitt des Tiroler Inntals. Das Gemeindegebiet umfasst das Einzugsgebiet des Tösner Baches, der bei Egg in den Inn mündet. Dieser fließt in einer Seehöhe von rund 900 Meter. Von ihm steigt das Land nach Osten zuerst bewaldet, dann über Almen und schließlich hochalpin auf über 3000 Meter im Glockturmkamm der Ötztaler Alpen an. Die höchsten Gipfel sind Innere Rifenkarspitze (3008 m), Pfroslkopf (3148 m), Glockhaus (3101 m) und Bergler Fernerkopf (3104 m). 
Die Gemeinde hat eine Fläche von 31 Quadratkilometer. Davon werden sechs Prozent landwirtschaftlich genutzt, die Hälfte ist bewaldet, vierzehn Prozent sind Almen und 28 Prozent alpines Gelände.

### Gliederung
Zum Gemeindegebiet gehören neben dem Hauptort Tösens die Siedlungen (Nord nach Süd) Steinbrücken, Breithaslach, Egg, Übersachsen, Ganden, Langhaus, Eggele und ein Teil von Mariastein.

### Nachbargemeinden

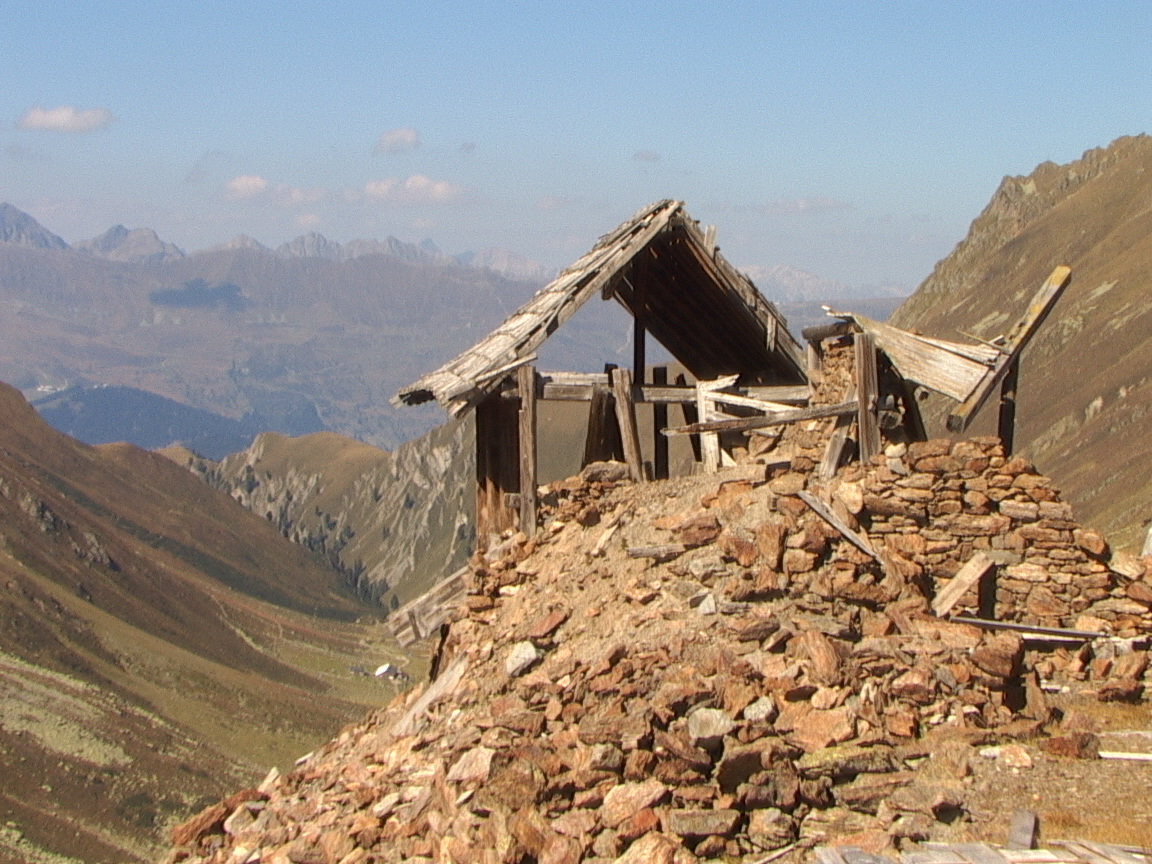
Verfallene Liftstation des Bergwerkes im Platzertal

| Serfaus |                                             | Ried im Oberinntal |
|         | Kompassrose, die auf Nachbargemeinden zeigt | Kaunertal          |
|         | Pfunds                                      |                    |

## Geschichte
Die Örtlichkeit ist 1306 als Tesens ersturkundlich genannt. Der Name ist wohl mit Tisens in Südtirol verwandt (8. Jh.: Tesana). Es ist möglich, dass ein deklinierter Personenname als Adjektiv zugrunde liegt (etwa *Teso > *Tesanos > *Tesanas, ‚bei der Wohnstätte des Teso‘). Es könnte aber auch der Wortstamm *tisan- (‚Feuchtgebiet‘) vorliegen.
Im Jahr 1336 werden im Urbar des Klosters Stams die Zinspflichtigen Jacobus et Hainricus de Tesens genannt. Im Auftrag des Landesfürsten zogen 1427 zwei Beamte durch alle Gemeinden. Dabei wurden in Tösens fünfzehn Haushalte gezählt.
Auf einer Höhe von 2200 Meter über dem Meer wurde 1546 der Abbau von  Blei-, Zink- und Kupfererzen begonnen, wobei im Bleierz auch Silber enthalten war. Wegen des Vorrückens der Gletscher musste das Bergwerk 1610 stillgelegt werden. Im Jahr 1858 versuchten Tösner Bauern das Bergwerk wieder in Betrieb zu nehmen, gaben es 1859 jedoch wieder auf. Ein neuer Versuch 1880 war erfolgreich. Im Jahr 1906 wurde eine eigene Seilbahn zwischen Stollen und Erzaufbereitung errichtet. Damals förderten 63 Männer 150 Tonnen Bleikonzentrat mit 52 Prozent Bleianteil und 1000 Gramm Silber je Tonne. Aus Wassermangel und auf Grund der Höhenlage konnte die Aufbereitungsanlage nur drei bis vier Monate im Jahr betrieben werden. Das Bergwerk wurde 1910 wieder geschlossen, da die Gestehungs- und Transportkosten zu hoch waren. Wegen des hohen Silbergehaltes gab es in der Folgezeit noch Versuche, die Gruben wieder zu öffnen, es wurde jedoch kein Erz mehr abgebaut.
Tösens war ursprünglich Teil des Gerichtsbezirks Ried in Tirol und wurde nach der Auflösung des Gerichtsbezirks Ried 1978 Teil des Gerichtsbezirks Landeck.

### Bevölkerungsentwicklung
| Tösens: Einwohnerzahlen von 1869 bis 2024           | Tösens: Einwohnerzahlen von 1869 bis 2024 | Tösens: Einwohnerzahlen von 1869 bis 2024 | Tösens: Einwohnerzahlen von 1869 bis 2024 | Tösens: Einwohnerzahlen von 1869 bis 2024 |
| --------------------------------------------------- | ----------------------------------------- | ----------------------------------------- | ----------------------------------------- | ----------------------------------------- |
| Jahr                                                |                                           |                                           |                                           | Einwohner                                 |
| 1869                                                | 1869                                      |                                           | 456                                       | 456                                       |
| 1880                                                | 1880                                      |                                           | 431                                       | 431                                       |
| 1890                                                | 1890                                      |                                           | 390                                       | 390                                       |
| 1900                                                | 1900                                      |                                           | 334                                       | 334                                       |
| 1910                                                | 1910                                      |                                           | 325                                       | 325                                       |
| 1923                                                | 1923                                      |                                           | 338                                       | 338                                       |
| 1934                                                | 1934                                      |                                           | 340                                       | 340                                       |
| 1939                                                | 1939                                      |                                           | 351                                       | 351                                       |
| 1951                                                | 1951                                      |                                           | 399                                       | 399                                       |
| 1961                                                | 1961                                      |                                           | 456                                       | 456                                       |
| 1971                                                | 1971                                      |                                           | 526                                       | 526                                       |
| 1981                                                | 1981                                      |                                           | 547                                       | 547                                       |
| 1991                                                | 1991                                      |                                           | 655                                       | 655                                       |
| 2001                                                | 2001                                      |                                           | 695                                       | 695                                       |
| 2011                                                | 2011                                      |                                           | 667                                       | 667                                       |
| 2021                                                | 2021                                      |                                           | 768                                       | 768                                       |
| 2024                                                | 2024                                      |                                           | 760                                       | 760                                       |
| Quelle(n): Statistik Austria, Gebietsstand 1.1.2021 |                                           |                                           |                                           |                                           |

## Kultur und Sehenswürdigkeiten
- Katholische Pfarrkirche Tösens zum hl. Laurentius
- Eine kleine Schlucht gegenüber dem Ort wird von der Römerbrücke überspannt, die eigentlich aus dem Mittelalter stammt, aber in traditionell römischer Technik gemauert wurde und vermutlich die älteste erhaltene Brücke Tirols darstellt.
- Oberhalb von Tösens auf 1104 Meter Höhe in der Gemeinde Serfaus steht die romanische Filialkirche St. Georg ob Tösens, welche im Ende des 15. Jahrhunderts gotisch erweitert und innen komplett bemalt wurde.

## Wirtschaft und Infrastruktur
Tösens gehört mit Tobadill zu den finanzschwächsten Gemeinden des Bezirks.

### Wirtschaftssektoren
Von den 45 landwirtschaftlichen Betrieben des Jahres 2010 wurden 40 im Nebenerwerb geführt. Im Produktionssektor arbeiteten 19 Erwerbstätige in der Bauwirtschaft. Der wichtigste Arbeitgeber des Dienstleistungssektors war der Bereich soziale und öffentliche Dienste mit 17 Mitarbeitern.
| Wirtschaftssektor            | Anzahl Betriebe | Anzahl Betriebe | Erwerbstätige | Erwerbstätige |
| Wirtschaftssektor            | 2011            | 2001            | 2011          | 2001          |
| ---------------------------- | --------------- | --------------- | ------------- | ------------- |
| Land- und Forstwirtschaft 1) | 45              | 48              | 9             | 13            |
| Produktion                   | 9               | 7               | 28            | 22            |
| Dienstleistung               | 15              | 15              | 31            | 34            |

1) Betriebe mit Fläche in den Jahren 2010 und 1999

### Tourismus
Die Schlucht von Tösens ist Ziel von Raftingbootfahrten, die in Pfunds starten. 
Tösens liegt am Fernradweg, der als Via Claudia Augusta entlang einer gleichnamigen antiken Römerstraße verläuft.

### Öffentliche Einrichtungen
Die Freiwillige Feuerwehr Tösens wurde 1919 gegründet. Seiher hatte die Feuerwehr Tösens acht verschiedene Kommandanten. Erster Kommandant und auch Gründungsmitglied war Ferdinand Huter. Er führte die Feuerwehr bis 1930.

### Kraftwerksprojekt
Im Platzertal oberhalb von Tösens plant die TIWAG den Bau einer Staumauer, um den Gepatschspeicher zu einem Pumpspeicherkraftwerk zu erweitern.

## Politik

### Gemeinderat
Die Gemeinderat hat insgesamt 11 Mitglieder.
- Gemeinderatswahlen in Tirol 2010: Tösner Einheitsliste 7, Tösner Zukunftsliste 3, Frauen für Tösens 1.[11]
- Gemeinderatswahlen in Tirol 2016: Gemeinsam für Tösens 4, Tösner Zukunftsliste 4, Tösner Huamatliste 3.[12]
- Gemeinderatswahlen in Tirol 2022: Gemeinsam für Tösens 6, Tösner Zukunftsliste 4, Tösner Huamatliste. 1[13]

### Bürgermeister
- bis 2009 Bruno Plangger
- 2009–2016 Helmut Kofler (Tösner Einheitsliste)
- seit 2016 Bernhard Achenrainer (Gemeinsam für Tösens)[14][13]

### Wappen
Der Gemeinde wurde 1974 folgendes Wappen verliehen: Von Gold und Grün gevierteter Schild, im rechten Obereck der Rost des hl. Laurentius, im linken Untereck zwei gekreuzte Hämmer in verwechselten Farben.
Der Rost als Attribut des hl. Laurentius verweist auf den Kirchenpatron, die gekreuzten Hämmer erinnern an den höchsten Bergbau in den Alpen.